# Chris Trousdale
Chris Trousdale, eigentlich Christopher Ryan Pask (* 11. Juni 1985 in Port Richey, Florida; † 2. Juni 2020 in Burbank, Kalifornien), war ein US-amerikanischer Sänger sowie Film- und Broadwayschauspieler. Er war Mitglied der Boyband Dream Street.

## Leben und Wirken
Bereits mit acht Jahren stand er auf der Bühne des Broadway und kam mit einer Kinderschauspielgruppe im Alter von zehn Jahren nach New York, wo er am Broadway in Stücken wie Les Misérables, Glee mit Ricky Martin, Der Zauberer von Oz oder Die Schöne und das Biest zu sehen war.
Dann wurde er Mitglied der Boyband Dream Street, bei der er von 1999 bis zu deren Auflösung 2002 dabei war. Im darauf folgenden Jahr begann er eine Karriere als Solokünstler.
Als Sänger sang er Songs wie If only (2009), Summer (2019), Goodbye, (2019), If I loved you, (2019). Auch war er Darsteller in diversen Serien, in denen er Gastrollen übernahm.
Am 2. Juni 2020 starb er im Alter von 34 Jahren in Burbank in einem Krankenhaus an den Folgen von COVID-19 und ist damit einer der jüngsten an der Pandemie verstorbenen Prominenten weltweit.

## Filmografie (Auswahl)
- 2002: The Biggest Fan
- 2008: The Candlelight Murders
- 2010: Shake It Up – Tanzen ist alles (Shake It Up, Fernsehserie)
- 2014: Dance-Off
- 2016: Gone Astray
- 2018: To The Beat
- 2020: A New York Christmas Wedding